# Джофрі Ліч
Джофрі Ніл Ліч (англ. Geoffrey Neil Leech; 16 січня 1936 — 19 серпня 2014) — лінгвіст, член Британської Академії. Автор, співавтор та редактор понад 30 книг і 120 друкованих праць з англійської граматики, корпусної лінгвістики, стилістики, прагматики та семантики.

## Життя та кар'єра
Ліч народився 16 січня 1936 року в англійському місті Глостер. Навчався у Школі граматики Тьюксбері в Глостерширі, і в Університетському коледжі Лондона, де отримав ступінь бакалавра (1959) і доктора філософії (1968). Розпочав свою викладацьку кар'єру в Університетському коледжі Лондона, де зазнав впливу Рендольфа Квірка і Майкла Холлідея. Був стипендіатом у Массачусетському технологічному інституті (1964—1965). У 1969 році Ліч переїхав до Університету Ланкастера, де з 1974 по 2001 рік обіймав посаду професора англійської лінгвістики. У 2002 році став почесним професором кафедри лінгвістики та англійської мови Ланкастерського університету. Був членом Британської академії, почесним членом Університетського коледжу Лондона та Ланкастерського університету, учасником Європейської академії та Норвезької академії наук і літератури, а також почесним доктором трьох університетів, зокрема Карлового університету в Празі (2012). Помер у м. Ланкастер 19 серпня 2014 року.

## Дослідження та публікації

### Англійська граматика
Ліч брав участь у трьох колективних проєктах з масштабного дослідження граматики англійської мови, результати яких опубліковані у працях «A Grammar of Contemporary English» (з Рендольфом Квірком, Сідні Грінбаумом і Яном Свартвіком, 1972); «Повна граматика англійської мови» (з Рендольфом Квірком, Сідні Грінбаумом і Яном Свартвіком, 1985); «Граматика розмовної та писемної англійської мови» (з Дугласом Бібером, Стігом Йоханссоном, Сьюзен Конрад і Едвардом Фінеганом, 1999). Ці видання набули значення авторитетних стандартів граматики англійської мови, хоч і зазнавали критики (зокрема з боку Хаддлстона та Пуллума у їхній «Кембриджській граматиці англійської мови» 2002 р.).

### Корпусна лінгвістика
Натхненний роботою Рендольфа Квірка зі створення корпусу в Університетському коледжі Лондона, невдовзі після прибуття в Ланкастер Ліч став піонером у розробці лінгвістичних корпусів. Ініціював створення першого електронного корпусу британської англійської мови, завершеного у 1978 році під назвою Ланкастерський-Осло-Бергенський Корпу. У 1990-х роках виконував провідну роль в укладанні Британського національного корпусу. Дослідницька група в Ланкастері, співзасновником якої був Ліч (UCREL), також розробляла програми лінгвістичної розмітки корпусів (теггери та синтаксичні аналізатори). Термін банк дерев був запропонований Лічем у 1980-х роках. Граматика LGSWE (1999) систематично базувалася на корпусному аналізі. Наприкінці своєї творчої діяльності займався корпусними дослідженнями змін в новітній та сучасній англійській мові.